# Jochen Schiller

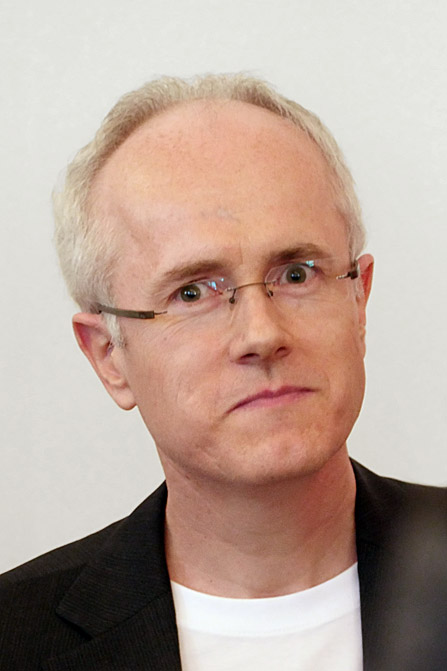
Jochen Schiller (April 2017)

Jochen H. Schiller (* 30. September 1967 in Pforzheim) ist ein deutscher Informatiker und seit 2001 Leiter der Arbeitsgruppe Computersysteme und Telematik am Institut für Informatik der Freien Universität Berlin.

## Leben
Jochen Schiller studierte Informatik an der Universität Karlsruhe (TH), wo er 1996 ebenfalls promovierte. Danach ging er für einen Forschungsaufenthalt an die Universität Uppsala. Dort unterrichtete er am Institut für Informationstechnologie und forschte im Rahmen mehrerer Firmenkooperationen. Nach einer Gastprofessur an der ETS Montreal, Kanada und der Universität Kiel habilitierte Schiller. 
Seit April 2001 ist er Professor für Technische Informatik an der Freien Universität Berlin. Von 2002 bis 2003 war  Schiller Stellvertretender Geschäftsführender Direktor des Instituts für Informatik, von April 2003 bis März 2007 Dekan des Fachbereichs Mathematik und Informatik. Von 2007 bis 2010 war Schiller Vizepräsident der Freien Universität Berlin.

## Leistungen
Seine Forschungsschwerpunkte sind drahtlose, mobile und eingebettete Systeme, Kommunikationsprotokolle, Betriebssysteme für Kleinstrechner sowie Dienstgüteaspekte in Kommunikationssystemen. Schiller hat fünf Bücher sowie 120 internationale Beiträge zu Konferenzen und Zeitschriften veröffentlicht.
Schiller ist sieben Mal mit dem Preis der besten Lehre durch Studierende ausgezeichnet worden. Er gründete die Firma ScatterWeb GmbH.